# Rodrigo Prieto
Rodrigo Prieto (Mèxic, D. F., 23 de novembre de 1965) és un director de fotografia mexicà.

## Biografia
El seu avi, Jorge Prieto Laurens, va ser governador de la Ciutat de Mèxic i líder de la Cambra de Diputats, però va ser perseguit temps després pel president de la república per diferències polítiques. El seu avi va escapar amb la seva família a Texas i després cap a Los Angeles. Aquí, el pare de Prieto passaria la major part de la seva infantesa i estudiaria enginyeria aeronàutica a Nova York, on va conèixer i es va casar amb la mare de Prieto. Ells van tornar a Mèxic, on va néixer Rodrigo. Estudià al CCC (Centro de Capacitación Cinematográfica) en la generació d'Ignacio Ortiz.
Prieto s'ha convertit en un respectable cinefotògraf, treballant amb directors tan importants com Spike Lee en 25th Hour i Curtis Hanson a 8 Mile. En 2002, va filmar Frida, una pel·lícula sobre la pintora mexicana Frida Kahlo, amb Salma Hayek en el protagonista i en la producció. En 2003, va cooperar amb Oliver Stone en dos documentals: Comandante, sobre Fidel Castro, i Persona Non Grata, sobre Iàsser Arafat. També amb Stone va filmar l'èpica-històrica Alexandre, sobre la vida d'Alexandre el Gran. Prieto també ha treballat amb Alejandro González Iñárritu, mexicà com ell, en les aclamades Amores perros, 21 grams, Babel i Biutiful.
El 25 de maig de 2008, va començar el rodatge de l'última pel·lícula de Pedro Almodóvar, Los abrazos rotos, a l'illa de Lanzarote, la qual ofereix a Prieto colors i textures molt pròxims i estimulants per a la seva fotografia.
El treball de Rodrigo Prieto és notable pel seu poc convencional ús de la càmera, la majoria de les vegades combinat amb la il·luminació. A 25th hour, Prieto va utilitzar la sobreexposició i altres tècniques per a crear imatges originals, semblants a un somni, i que signifiquen que el que es mostra en la pantalla són records o visions. Una fotografia igualment innovadora pot observar-se en Frida, que mostrava colors brillants i imatges que capturaven part de la cultura mexicana, barrejada amb grocs i cafès per a l'atmosfera.
Prieto va ser nominat a l'Oscar a la millor fotografia pel seu treball a Brokeback Mountain, del director Ang Lee i The Irishman de Martin Scorsese, va estar nominat als premis BAFTA per Babel, d'Alejandro González Iñárritu. Recentment, va estar nominat a l'Oscar 2017 per Millor Fotografia amb la pel·lícula Silence, dirigida per Martin Scorsese.
Rodrigo és soci actiu de l'A.M.C. (Asociación Mexicana de Cinefotógrafos) i l'A.S.C. (American Society of Cinematographers)
Ha guanyat 5 vegades el premi Ariel atorgat per l'Academia Mexicana de Artes y Ciencias Cinematográficas, per haver treballat en les cintes, Sobrenatural, Fibra óptica, Un embrujo, Amores perros i Biutiful.

## Filmografia
- The Irishman (2019)
- Silence (2017)
- Passengers (2016)
- The Audition (2015)
- The Homesman (2014)
- The Wolf of Wall Street (2013)
- Argo (2012)
- We Bought a Zoo (2011)
- Agua para elefantes (2011)
- Biutiful (2010)
- State of Play (2009)
- Los abrazos rotos (2009)
- Deseo, peligro (2007)
- Babel (2006)
- Brokeback Mountain (2005)
- Alexander (2004)
- Persona Non Grata (2003)
- 21 grams (2003)
- Comandante (2003)
- 25th Hour (2002)
- 8 Mile (2002)
- Frida (2002)
- Diez historias cortas de amor (2001)
- Pecado original (2001)
- Amores perros (2000)
- Un embrujo (1998)
- Fibra óptica (1998)
- Edipo alcalde (1996)
- Sobrenatural (1996)